# Ghép cành

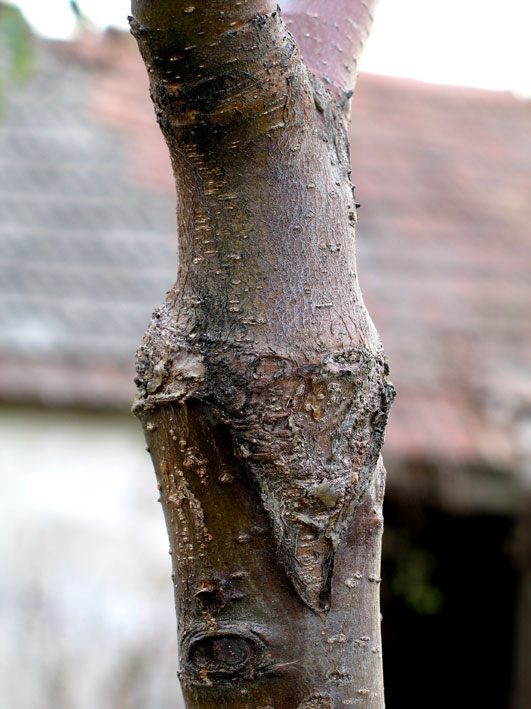
Một gốc cây được ghép cành

Ghép cành hay ghép cây (Grafting) là một kỹ thuật làm vườn theo đó các mô của cây trồng được ráp nối với nhau để tiếp tục phát triển cùng nhau. Phần trên của cây kết hợp được gọi là cành ghép trong khi phần dưới được gọi là cùi ghép. Sự thành công của sự kết hợp này đòi hỏi các mô mạch phải phát triển cùng nhau và sự kết hợp như vậy được gọi là cấy ghép. Kỹ thuật này được sử dụng phổ biến nhất trong việc nhân giống vô tính các loại cây được trồng thương mại cho các ngành nghề làm vườn và nông nghiệp. Kỹ thuật này thông dụng là gắn một cành ghép, hoặc một vết cắt (mắt ghép) mong muốn vào thân của một loại cây khác được gọi là gốc ghép (gốc ghép vẫn sống bình thường trong đất). Hai hệ thống mô của cành ghép/mắt ghép và gốc ghép sẽ kết nối với nhau tạo thành một cơ thể, chúng sẽ tự sinh sản sinh dưỡng. Ghép cành tạo ra một loại cây có các đặc tính của cả cành ghép và gốc ghép.. Các cây ăn quả thường được ghép cành để bảo toàn đặc tính tốt của cành ghép hoặc tạo ra cây cảnh, ví dụ như xoài, bưởi, cam, phật thủ, hoa giấy.